# Aedes punctipes
Aedes punctipes är en tvåvingeart som beskrevs av Edwards 1921. Aedes punctipes ingår i släktet Aedes och familjen stickmyggor.
Artens utbredningsområde är Myanmar. Inga underarter finns listade i Catalogue of Life.